# Welcome to the Heartbreak Hotel
Welcome to the Heartbreak Hotel es el segundo álbum de la cantante alemana C.C. Catch publicado en 1986. El álbum contiene 10 canciones estilo eurodisco, todas ellas compuestas, arregladas y producidas por el alemán Dieter Bohlen.

## Lista de canciones
Todas las canciones escritas y compuestas por Dieter Bohlen. 
| N.º | Título                                | Duración |  |
| 1.  | «Heartbreak Hotel»                    | 3:33     |  |
| 2.  | «Picture Blue Eyes»                   | 3:30     |  |
| 3.  | «Tears Won't Wash Away My Heartache»  | 4:19     |  |
| 4.  | «V.I.P. (They're Callin' Me Tonight)» | 3:27     |  |
| 5.  | «You Can't Run Away From It»          | 3:12     |  |
| 6.  | «Heaven and Hell»                     | 3:39     |  |
| 7.  | «Hollywood Nights»                    | 3:10     |  |
| 8.  | «Born On The Wind»                    | 3:50     |  |
| 9.  | «Wild Fire»                           | 3:40     |  |
| 10. | «Stop - Draggin' My Heart Around»     | 3:07     |  |

## Posición en las listas
| Chart 1986 | Máxima Posición |
| ---------- | --------------- |
| Alemania   | 28              |
| Bélgica    | 15              |
| Noruega    | 21              |
| Suecia     | 44              |
| Yugoslavia | 14              |

## Créditos
- Música: Dieter Bohlen
- Letra: Dieter Bohlen
- Arreglos: Dieter Bohlen
- Producción: Dieter Bohlen
- Coproducción: Luis Rodriguez
- Publicación: Hansa/Hanseatic
- Distribución: BMG Records
- Dirección de Arte y Concepto: Manfred Vormstein
- Diseño: Ariola-Studios
- Fotografía frontal: Mauritius/NAS Tom Mc Hugh - OKAPIA
- Fotografía trasera: Herbert W. Hesselmann